# Капоранка
Капоранка — закрытый остановочный железнодорожный пункт Юго-Западной железной дороги на линии Чернигов—Овруч, расположенный в упразднённой деревне Капоренко.

## История
Остановочный пункт был открыт в 1974 году на действующей ж/д линии Чернигов—Овруч. По состоянию местности на 1986 год: на топографической карте лист М-36-013 остановочный пункт обозначен. Закрыт после Аварии на ЧАЭС 1986 года.

## Общие сведения
Станция была представлена одной боковой платформой. Имеет 1 путь. Было станционное помещение (сейчас развалины).

## Пассажирское сообщение
Станция закрыта.